# Plectrura metallica
Plectrura metallica är en skalbaggsart som först beskrevs av Bates 1884.  Plectrura metallica ingår i släktet Plectrura och familjen långhorningar. Inga underarter finns listade i Catalogue of Life.